# Sítio do Picapau Amarelo (1952)
Sítio do Pica-Pau Amarelo foi uma série de televisão brasileira, produzida e exibida pela Rede Tupi entre 3 de junho de 1952 e 6 de março de 1963 com 360 episódios. Baseada na série de livros homônima escrita por Monteiro Lobato, foi adaptada para a televisão por Tatiana Belinky e dirigida por Júlio Gouveia.

## Produção
A série era exibida às quintas-feiras as 19h30 ao vivo, uma vez que não existiam técnicas de gravação ainda para a televisão. As cenas ocorriam majoritariamente em um único cenário fixo, a varanda do sítio, uma vez que a televisão no Brasil existia há apenas um ano e os recursos na época ainda eram precários e simples. As cenas em locais diferentes, como na mata ou na cozinha, eram montadas em dias específicos e os personagens se deslocavam para lá bruscamente. As histórias não tinham interrupção para o intervalo comercial e, por isso, durante os diálogos ou cenas com os atores fixos, eram introduzidas divulgações de produtos. Os episódios iniciavam com as imagens de Júlio Gouveia abrindo um livro para contar uma história. Ao final, o episódio terminava com Júlio fechando o Livro.

## Enredo
Dona Benta é uma velha senhora que vive afastada da cidade grande no sítio do Picapau Amarelo, palco de várias histórias encabeçadas por seus netos aventureiros, Pedrinho e Narizinho. Lá também vive Tia Nastácia, uma cozinheira de mão-cheia que costurou a boneca de pano Emília para Narizinho e que, após uma das pílulas do Dr. Caramujo, ganhou vida, mostrando-se uma menina falante, espoleta e que sempre mete a turma em encrenca. Além disso, eles contam com a amizade do Marquês de Rabicó, um porco guloso e atrapalhado, e do Visconde de Sabugosa, um boneco feito de sabugo de milho que também ganhou vida e é extremamente inteligente. Todas as histórias se passam na varanda do casarão, onde várias confusões acontecem e muitos personagens os visitam.
O episódio "País da Gramática" foi realizado e exibido no dia 22 de novembro de 1961.

## Elenco
| Personagem           | Ator por temporada | Ator por temporada | Ator por temporada | Ator por temporada | Ator por temporada | Ator por temporada | Ator por temporada | Ator por temporada | Ator por temporada | Ator por temporada | Ator por temporada | Ator por temporada |
| Personagem           | 1 1952             | 2 1953             | 3 1954             | 4 1955             | 5 1956             | 6 1957             | 7 1958             | 8 1959             | 9 1960             | 10 1961            | 11 1962            | 12 1963            |
| -------------------- | ------------------ | ------------------ | ------------------ | ------------------ | ------------------ | ------------------ | ------------------ | ------------------ | ------------------ | ------------------ | ------------------ | ------------------ |
| Dona Benta           | Sidnéia Rossi      | Sidnéia Rossi      | Suzy Arruda        | Suzy Arruda        | Suzy Arruda        | Suzy Arruda        | Leonor Lambertini  | Leonor Lambertini  | Leonor Lambertini  | Leonor Lambertini  | Leonor Lambertini  | Leonor Lambertini  |
| Tia Nastácia         | Benedita Rodrigues | Benedita Rodrigues | Benedita Rodrigues | Benedita Rodrigues | Benedita Rodrigues | Benedita Rodrigues | Benedita Rodrigues | Benedita Rodrigues | Benedita Rodrigues | Benedita Rodrigues | Benedita Rodrigues | Benedita Rodrigues |
| Emília               | Lúcia Lambertini   | Lúcia Lambertini   | Lúcia Lambertini   | Lúcia Lambertini   | Lúcia Lambertini   | Lúcia Lambertini   | Lúcia Lambertini   | Lúcia Lambertini   | Lúcia Lambertini   | Lúcia Lambertini   | Lúcia Lambertini   | Lúcia Lambertini   |
| Narizinho            | Lidia Rosemberg    | Lidia Rosemberg    | Edy Cerri          | Edy Cerri          | Edy Cerri          | Edy Cerri          | Edy Cerri          | Edy Cerri          | Edy Cerri          | Edy Cerri          | Edy Cerri          | Edy Cerri          |
| Pedrinho             | Sérgio Rosemberg   | Sérgio Rosemberg   | Julinho Simões     | David José         | David José         | David José         | David José         | David José         | David José         | David José         | David José         | David José         |
| Visconde de Sabugosa | Rubens Molino      | Rubens Molino      | Rubens Molino      | Rubens Molino      | Rubens Molino      | Rubens Molino      | Luciano Maurício   | Luciano Maurício   | Luciano Maurício   | Luciano Maurício   | Luciano Maurício   | Luciano Maurício   |
| Marquês de Rabicó    | Júlio Silva        | Júlio Silva        | Júlio Silva        | Júlio Silva        | Júlio Silva        | Júlio Silva        | Ricardo Gouveia    | Ricardo Gouveia    | Ricardo Gouveia    | Ricardo Gouveia    | Ricardo Gouveia    | Ricardo Gouveia    |
| Dr. Caramujo         | Paulo Basco        | Paulo Basco        | Paulo Basco        | Paulo Basco        | Paulo Basco        | Paulo Basco        | Paulo Basco        | Paulo Basco        | Paulo Basco        | Paulo Basco        | Paulo Basco        | Paulo Basco        |

## Versão do Rio de Janeiro

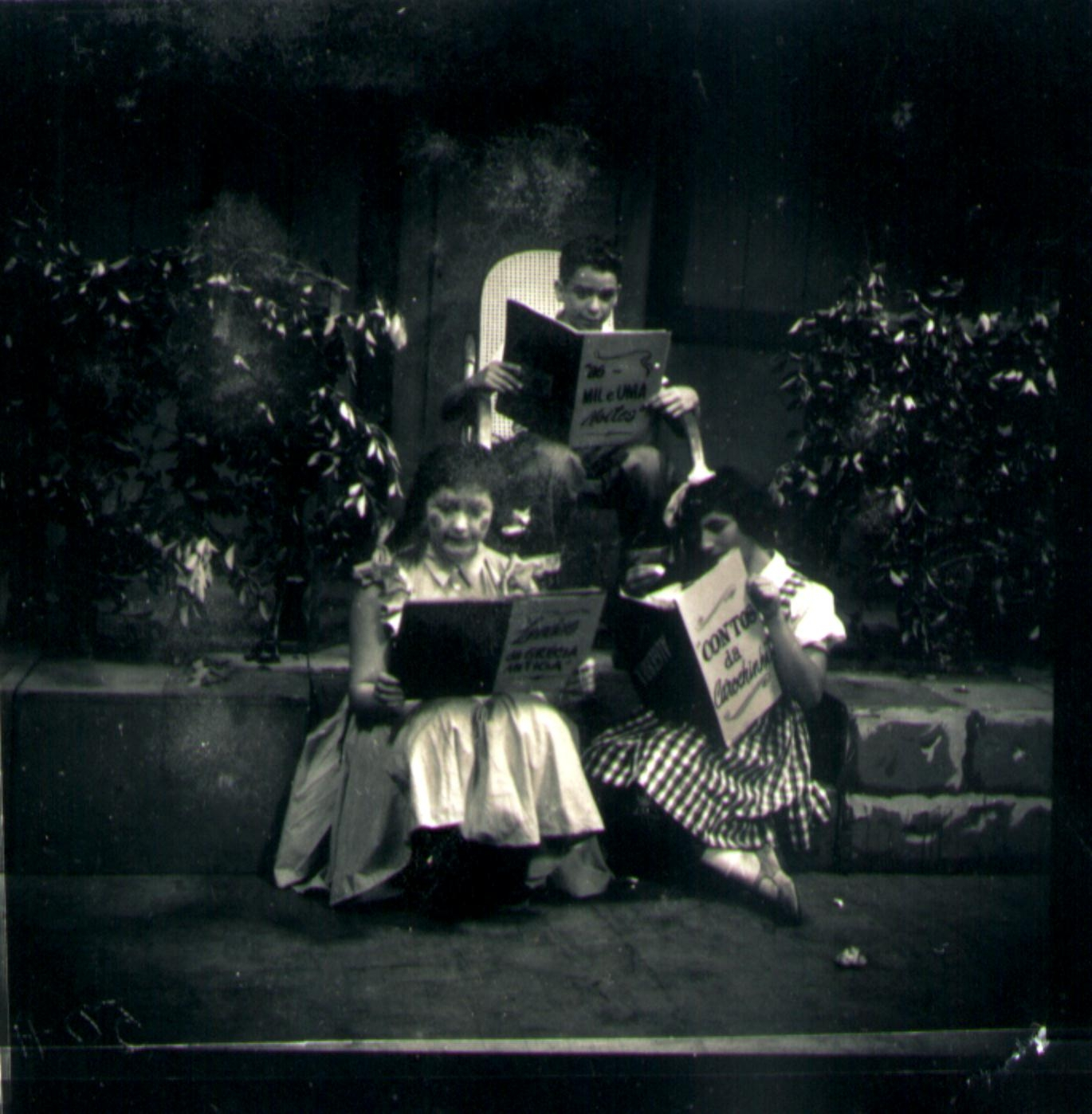
O trio principal do programa.

Entre 1955 e 1956, como o programa original era transmitido apenas em São Paulo, a TV Tupi produziu uma versão em sua sede no Rio de Janeiro com um elenco diferente. Apenas Lúcia Lambertini permaneceu no mesmo papel, viajando semanalmente para aparecer nas duas versões.
| Dona Benta           | Iná Malagutti         | Wanda A. Hammel       |
| Tia Nastácia         | Zeni Pereira          | Zeni Pereira          |
| Emília               | Lúcia Lambertini      | Lúcia Lambertini      |
| Narizinho            | Leny Vieira           | Leny Vieira           |
| Pedrinho             | André José Adler      | André José Adler      |
| Visconde de Sabugosa | Elísio de Albuquerque | Elísio de Albuquerque |
| Marquês de Rabicó    | Hernê Lebon           | Hernê Lebon           |
| Dr. Caramujo         | Daniel Filho          | Daniel Filho          |

## Disco de histórias
O LP com duas histórias e o compacto duplo da série brasileira Sítio do Picapau Amarelo, lançado em 1954 pela Odeon Records.
Faixas
- A Pílula Falante
- O Casamento da Emília